# Apanteles moldavicus
Apanteles moldavicus är en stekelart som beskrevs av Vladimir Ivanovich Tobias 1975. Apanteles moldavicus ingår i släktet Apanteles och familjen bracksteklar. Inga underarter finns listade i Catalogue of Life.